# Менделеево (Калининградская область)
Менделеево — посёлок в Калининградской области России. Входил в состав Добринского сельского поселения в Гурьевском районе.

## История
В 1946 году Поггенпфуль был переименован в поселок Менделеево.

## Население
| 2002 | 2010 |
| ---- | ---- |
| 100  | ↘96  |

На 1 декабря 1910 года проживало 272 человека, в 1933 году — 482 человека, в 1939 году — 462 человека.